# Vonges
Vonges ist eine französische Gemeinde mit 360 Einwohnern (Stand: 1. Januar 2022) im Département Côte-d’Or in der Region Bourgogne-Franche-Comté (vor 2016 Bourgogne). Sie gehört zum Arrondissement Dijon und zum Kanton Auxonne.

## Geographie
Vonges liegt etwa 28 Kilometer östlich von Dijon am Bèze, der hier in die Saône mündet. Umgeben wird Vonges von den Nachbargemeinden Pontailler-sur-Saône im Norden und Osten sowie von Lamarche-sur-Saône im Süden und Westen.

## Bevölkerungsentwicklung
| Jahr                       | 1962 | 1968 | 1975 | 1982 | 1990 | 1999 | 2006 | 2019 |
| Einwohner                  | 712  | 612  | 504  | 325  | 283  | 313  | 334  | 342  |
| Quellen: Cassini und INSEE |      |      |      |      |      |      |      |      |

## Sehenswürdigkeiten
- altes Pulverlager aus dem Jahr 1716

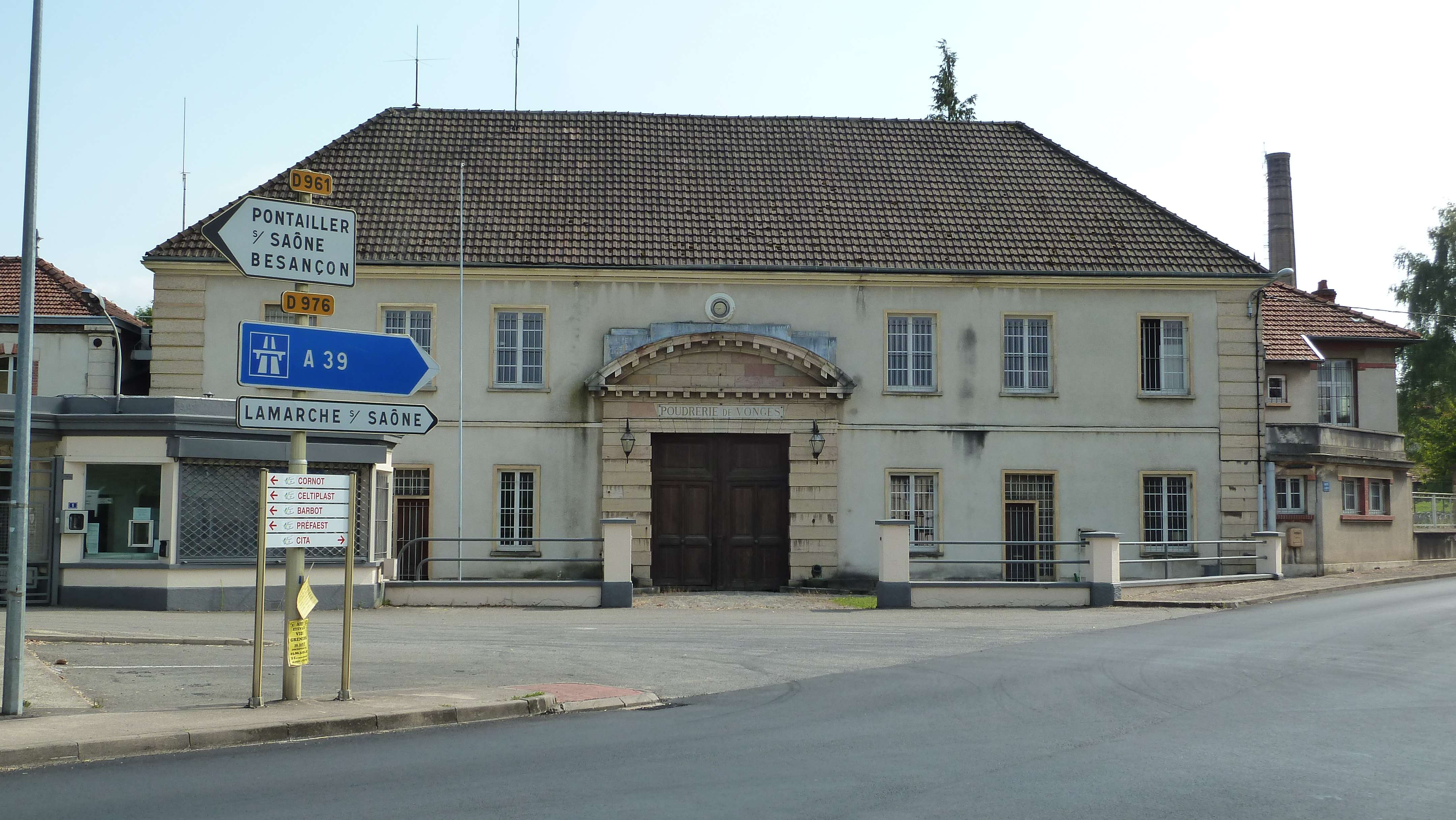
Altes Pulverlager

- Wasserturm